# Бай Сюэ
Бай Сюэ́ (кит. упр. 白雪, пиньинь Bái Xuě; род. 15 декабря 1988) — китайская легкоатлетка, чемпионка мира.
Бай Сюэ родилась в 1988 году в уезде Иань городского округа Цицикар провинции Хэйлунцзян. В 2005 году завоевала золотые медали чемпионата Азии на дистанциях 5.000 м и 10.000 м. В 2008 году на Олимпийских играх она была всего лишь 21-й на дистанции 10.000 м, но зато выиграла Пекинский марафон. На чемпионате мира 2009 года Бай Сюэ стала победительницей в марафоне, пробежав дистанцию за 2 часа 25 минут 15 секунд.